# Musica nuda 2
Musica nuda 2 è il secondo album del progetto musicale Musica Nuda (Petra Magoni e Ferruccio Spinetti), pubblicato nel 2006 per l'etichetta discografica RadioFandango.

## Tracce
Disco 1
1. Come Together - 3:40 (John Lennon - Paul McCartney)
2. Io sono metà - 3:13 (Pacifico - Petra Magoni - Ferruccio Spinetti)
3. 5+7 - 1:03 (Ferruccio Spinetti)
4. Non andare via (Ne me quitte pas) - 2:38  (Jacques Brel - Paoli)
5. Couleur Café - 2:43 (Serge Gainsbourg)
6. Never Can Say Goodbye - 3:24 (Clifton Davis)
7. Dindiandi - 2:38 (Petra Magoni - Ferruccio Spinetti)
8. Like a Virgin - 2:54 (Billy Steinberg - Tom Kelly)
9. Lascia ch'io pianga - 2:48 (Georg Friedrich Händel)
10. Il cacio con le pere - 1:58 (Petra Magoni - Ferruccio Spinetti)
11. Splendido splendente - 3:08 (Donatella Rettore - Claudio Rego)
12. Le due corde vocali - 3:58 (Petra Magoni - Ferruccio Spinetti)
13. Sirene - 1:31 (Petra Magoni - Ferruccio Spinetti)
14. La vie en noir - 2:21 (Claude Nougaro)
15. Il cammello e il dromedario - 2:45 (Antonio Virgilio Savona)
16. Over the Rainbow - 4:17 (Harold Arlen - E.Y. Harburg)

Disco 2
1. Why Judy Why (feat. Stefano Bollani) - 3:58 (Billy Joel)
2. I Almost Had a Weakness (feat. con Stefano Bollani) - 5:12 (Elvis Costello - Michael Thomas)
3. Some Other Time (feat. Stefano Bollani) - 3:23 (Leonard Bernstein - Betty Comden - Adolph Green)
4. Modena Park (feat. Fausto Mesolella) - 2:50 (Ivan Graziani)
5. Take a Bow (feat. Erik Truffaz) - 4:12 (Madonna - Babyface)
6. Anima animale (feat. Nicola Stilo) - 4:29 (Nicola Stilo)
7. Non arrossire (feat. Mirko Guerrini) - 4:09 (Maria Monticelli - Mogol - Giorgio Gaber - Davide Pennati)
8. Pensieri di niente (feat. Mirko Guerrini) - 2:58 (Petra Magoni - Telonio)
9. Anninnia (feat. Monica Demuru) - 3:41 (Monica Demuru - Petra Magoni - Ferruccio Spinetti)
10. L'amore arancione (feat. Nico Gori) - 3:43 (Carta Di Riso - Mario Tronco)
11. My Favorite Things (feat. Nico Gori) - 3:22 (Richard Rodgers - Oscar Hammerstein II)

## Formazione
- Petra Magoni - voce
- Ferruccio Spinetti - contrabbasso

Altri musicisti
- Stefano Bollani - pianoforte
- Fausto Mesolella - chitarra
- Nicola Stilo - flauto, chitarra
- Mirko Guerrini - sax
- Monica Demuru - voce
- Nico Gori - clarinetto
- Erik Truffaz - tromba